# Patron (ammunition)
 Der er for få eller ingen kildehenvisninger i denne artikel, hvilket er et problem. Du kan hjælpe ved at angive troværdige kilder til de påstande, som fremføres i artiklen.

 For alternative betydninger, se Patron. (Se også artikler, som begynder med Patron)
En patron består af et hylster (enten messing, benyttet til automatvåben og rifler, eller dels plastik og dels messing, der udelukkende benyttes til haglpatroner), et projektil, krudt og tændsats eller fænghætte, der er en lille sprængladning, som antænder krudtet, når den rammes af slagstiften i våbnet. Mængden af krudt afhænger af projektilets vægt og benyttelse.
En indstikningspatron er et mindre løb der indsættes i et større skydevåben og dermed gør det muligt at bruge ammunition som er mindre end det som skydevåbnet er designet til.

## Haglpatron
Haglpatroner benyttes af haglgeværer eller jagtgeværer og anvendes for det meste til jagt. De mest almindelige kalibere er kaliber 12, 16, og 20. Kaliberbetegnelserne for haglpatroner stammer fra haglbøssernes "hjemland" – England – hvor man tilbage i 1800-tallet bestemte kalibrene ved at støbe lige store runde kugler af et engelsk pund (454 gram) bly. Det løb, kuglerne akkurat kunne passere, fik kaliberbetegnelsen efter det antal kugler, der blev ud af pundet. Støbte man fx 12 kugler svarer diameteren af kuglerne til diameteren af et kaliber 12 løb, Blev der 20 kugler svarer kuglernes diameter til et kaliber 20 løb.

## Riffelpatron
En riffelpatron har et enkelt projektil (i modsætning til haglpatronens utallige mindre hagl), så her er præcision vigtig, hvilket alle moderne rifler kan opnå. Riffelpatronen bruges også hos militæret, for det meste i automatvåben. Inden for riffelpatroner findes der utallige kalibre. Tre almindelige kalibre til jagt i Danmark er 6,5x55, .308 Winchester og .30-06.
I den europæiske kaliberbetegnelse er målene opgivet i mm. Fx 6,5x55 (udtales 6,5 gange 55), hvor det første tal, 6,5, er projektilets diameter angivet i mm og det sidste tal, 55, er hylstrets længde angivet i mm. De engelske/amerikanske kaliberbetegnelser opgives i inches (1 engelsk tomme=2,54 cm). Projektilets diameter opgives målt i hundrede- eller tusinddele inches, mens hylsterlængde eller typer opgives på forskellig måde. Fx ved 30-06, angiver 30, at projektilets diameter er 30 hundrede-dele af en inch. Hylstret er angivet med 06, hvilket henviser til årstallet 1906, hvor kaliberet blev indført i den amerikanske hær. Kaliber 30-06 er identisk med 7,62x63. Hylsteret kan også være angivet med navne eller bogstaver, som ved fx 243 WIN, hvor WIN står for kalibrets opfinder Winchester.
Hylsteret fremstilles af patronmessing. Legeringen er det der kaldes hårdt messing og betegnes M72 (MS72). Legeringen indeholder 28% zink og 72% kobber. 
Denne legering er uhyre duktil, hvilket vil sige at den kan strækkes og deformeres meget uden at briste. Hylsteret smedes op af et enkelt stykke metal i flere omgange. Hver bearbejdning deformationshærder metallet, hvilket nødvendiggør udglødning af metallet imellem formningsprocesserne. Gøres dette ikke, vil materialet briste/knække. 
Det Danske forsvar brugte tidligere øvelsesammunition af plastik, men projektet blev delvist opgivet igen, idet plastikken smeltede og brændte sig fast i kammeret på gevær M/75 (HK G3A3).
Plastikammunition bruges stadig til TMG (tungt MaskinGevær) cal .50.
Forsvaret bruger salonammunition af plastik. Salonammunition er en ammunition der er fremstillet af plastik og bruges til træne skytterne med. Salonammunition er af samme kaliber som våbnet, men projektilet vejer kun en brøkdel af et fuldskarpt. Endvidere er krudtmængden reduceret i salonammunition for at skabe en mindre sikkerhedsafstand. Sikkerhedsafstanden er omkring 500 meter på salonammunition, hvorimod af sikkerhedsafstanden for fuldskarpt er næsten 5500 meter (ved 30 graders vinkel over jorden) 2750 meter ved vandret skydning.